# Люксембург на летних Олимпийских играх 1924
Люксембург принимал участие в Летних Олимпийских играх 1924 года в Париже (Франция) в четвёртый раз за свою историю, но не завоевал ни одной медали в спортивных состязаниях; однако представители Люксембурга завоевали две медали в проводившихся в рамках Олимпиады конкурсах искусств.
Люксембург был представлен 48 спортсменами — 46 мужчин и 2 женщины, которые приняли участие в 35 спортивных состязаниях в 10 видах спорта:
- плавание: Лауре Костер заняла 6 место на дистанции 200 м брассом[1]
- лёгкая атлетика: бег на дистанции 100, 200, 400 и 800 м, а также прыжки в длину
- бокс
- велоспорт: Жан-Пьер Кун, Луи Пеш, Ник Рауш и Жорж Шильц заняли 8 место в командной гонке
- футбол: был сыгран только один матч, он состоялся в Венсене 29 мая, где сборная Люксембурга проиграла сборной Италии со счётом 2—0, в итоге 13 место
- спортивная гимнастика
- теннис
- тяжёлая атлетика
- греко-римская борьба
- конкурсы искусств: золотая и серебряная медали.

Это был первый раз, когда Люксембург представляли женщины на Олимпийских играх. Самым юным участником сборной был 18-летний боксёр Гасти Лора́н, самым старшим участником был 33-летний художник Жан Якоби.

## Медалисты
| Медаль  | Медалист             | Вид        | Произведение                     |
| ------- | -------------------- | ---------- | -------------------------------- |
| Золото  | Жан Якоби            | Живопись   | «Угловой удар», «Старт», «Регби» |
| Серебро | Фрэнсис Хельденштайн | Скульптура | «В Олимпию»                      |